# Xarxa Fenològica de Catalunya

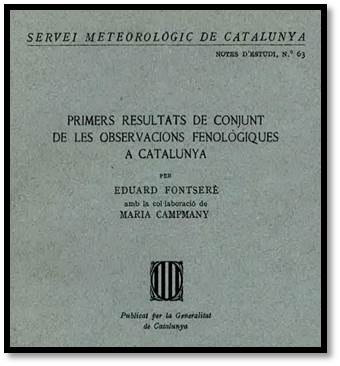
Nota d'Estudi 63

La Xarxa Fenològica de Catalunya (Fenocat) va ser creada pel Servei Meteorològic de Catalunya el 23 de març de 2013, Dia Meteorològic Mundial, com a resposta a la necessitat de disposar d'observacions fenològiques sistemàtiques arreu del territori, amb sèries llargues en el temps i ben repartides, estudiant la relació entre els factors climàtics i els cicles dels sers vius, un clar indicador del canvi climàtic de les darreres dècades.
Durant la primera etapa del Servei Meteorològic de Catalunya (1921-1939) Eduard Fontserè ja va crear una xarxa fenològica catalana, publicant els primers resultats de la mateixa a la Nota d'Estudi número 63. Des de finals del 2014, les observacions recollides s'incorporen a la base de dades europea Pan European Phenology DB.
S'observen 25 espècies de plantes, 14 ocells i 6 papallones proposades per la Institució Catalana d'Història Natural, que va assessorar el Meteocat en la selecció d'espècies a observar. El sistema d'observació adoptat és l'usat a la xarxa americana (USA National Phenology Network), on, a més de la data d'inici d'una fenofase, s'enregistra també la seva durada. Les pautes d'observació es poden consultar a la Guia bàsica d'observacions fenològiques que va elaborar el Servei Meteorològic de Catalunya.
Els primers observadors de la nova Xarxa Fenològica de Catalunya eren voluntaris de l'existent XOM (Xarxa d'Observadors Meteorològics) del Servei Meteorològic de Catalunya, i s'hi han incorporat altres entitats com la Diputació de Barcelona, la Fundació Plegadis, el CREAF i l'Estació Biològica del Seguiment del Canvi Global a la Serralada de Marina.